# La Ciencia Cristiana
La Ciencia Cristiana fue una revista española quincenal que se imprimió en Madrid desde 1877 hasta 1886.
Se opuso a la libertad religiosa que consagró la Constitución de 1876 (pese a que la religión católica seguía siendo la del Estado); salió a la calle coincidiendo con la Restauración de Alfonso XII. Su director, Juan Manuel Ortí y Lara, rescató la filosofía de Tomás de Aquino para contraponerla a la ciencia moderna siguiendo al papa León XIII en su encíclica Aeterni Patris (1879), rebautizada como neotomismo, en lo que fue seguido por otros como Ceferino González, y con casi un centenar de páginas por número combatió desde el punto de vista de los neocatólicos las filosofías de Kant y Hegel, el krausismo de Krause y Julián Sanz del Río, el positivismo y el evolucionismo de Charles Darwin y Ernst Haeckel (1834-1919), así como a la Institución Libre de Enseñanza que amenazaba el monopolio educativo de la Iglesia Católica en España, defendiendo el creacionismo, la escolástica y la Escuela de Lovaina. 
Atacó por ejemplo La historia de los conflictos entre Religión y la Ciencia (1874), de John William Draper (1811-1882), que fue traducido al español en 1876 y tuvo una segunda edición prologada por el expresidente de la República Nicolás Salmerón, pero su argumentación era un plagio tomado de la revista Civiltá Cattolica. También combatió al matemático y filósofo de la religión Luis María Elizalde. En especial se preocupó de la cuestión educativa, cuyo monopolio y prevalencia católica no se resignaba a perder.
Su primera sección contenía artículos doctrinales; la segunda reseñaba libros y la tercera y última consistía en variedades y asuntos de menor profundidad. El gobierno progresista de Práxedes Mateo Sagasta obligó en 1882 a cerrar esta publicación, pero un año después reabrió absorbiendo a El Siglo Futuro. Colaboraron en la revista Francisco Navarro Villoslada (1818-1895), Manuel Pérez Villamil (1849-1917), la escritora Emilia Pardo Bazán con artículos contra el evolucionismo de Charles Darwin, al igual que Manuel Polo y Peyrolón (1846-1918).
Se echan en falta en la revista artículos de científicos o de personajes del mundo de la ciencia, pues ninguno se encuentra registrado en sus páginas.
Está revista no tenía nada que ver con Ciencia cristiana, Sociedad de la Ciencia Cristiana, filial de La Iglesia Madre, en Boston, Estados Unidos y Iglesia de Cristo, Científico.